# هاكان إسكويلو
هاكان إسكويلو (بالتركية: Hakan Eskioğlu)‏ (مواليد 5 يوليو 1971) هو سبّاح تركي، مثّل بلاده في الألعاب الأولمبية الصيفية 1988.

## روابط خارجية
هاكان إسكويلو على موقع الاتحاد الدولي للسباحة (الإنجليزية)
- هاكان إسكويلو على موقع أوليمبيديا (الإنجليزية)